# Andrés Acuña
José Andrés Acuña Acuña (Los Ángeles, Chile, 1972) es un atleta chileno-hispano especializado en carrera de larga distancia. Campeón absoluto de Chile de 10 000 m en el año 1994 y subcampeón de la misma distancia en 1995 y 1996.

## Trayectoria deportiva

### Comienzos en Chile
Se inició en el atletismo casi a los 18 años de edad y en un año logró un tercer puesto en el Campeonato Nacional Juvenil de Chile (1990) en la distancia de 5000 m con un tiempo de 15 minutos y 12 segundos.
En 1992 fue a Barcelona como representante por el Comité Olímpico de Chile en los Juegos Olímpicos de Barcelona'92, exactamente en el Campo Internacional de la Juventud.
De regreso a su país continuó su carrera y consiguió un Campeonato Nacional Absoluto (1994) y dos Vicecampeonatos Nacionales (1995 y 1996) de 10 000 m planos.
Participó en el Campeonato Nacional de Cross Country de 1997 en la ciudad de Villarrica quedando en segundo puesto.

### Carrera en Cataluña
En 1997 se radica en Cataluña, donde se ha proclamado en 4 ocasiones campeón en Cursas de Muntanya por la Federació Catalana d'Atletisme en los años 2003, 2004, 2005 y 2007. En el año 2006 fue subcampeón.
Ha ganado innumerables carreras populares. A destacar su participación en la famosa Subida al Angliru (Asturias), donde resultó ganador en los años 2003 y 2004. También cabe mencionar el tercer lugar que obtuvo en la conocida Cursa El Corte Inglés edición 2005.

## Palmarés
- 3º en Campeonato Nacional Juvenil de Chile de 5.000m (1990).
- 1º en Campeonato Nacional Absoluto de Chile de 10.000m (1994).
- 2º en Campeonato Nacional Absoluto de Chile de 10.000m (1995 y 1996).
- 2º en Campeonato Nacional de Cross Country de Chile (1997).
- 1º en Campionat de Catalunya de Curses de Muntanya Absolut (2003, 2004, 2005 y 2007).
- 2º en Campionat de Catalunya de Curses de Muntanya Absolut (2006).

## Premios honoríficos
- Medalla de honor, de parte de la Ilustre Municipalidad de Los Ángeles, como mejor deportista de la Comuna de Bío-Bío (1992).
- Diploma como ilustre ciudadano destacando en el aspecto deportivo, como ejemplo y progreso en bien de la Comuna, en el 255º aniversario de la Ciudad de Los Ángeles (1994).
- Diploma, de parte de la Universidad de Concepción, canal deportivo recreativo universitario, como mejor deportista atletismo todo competidor (1996).